# Via Flaminia

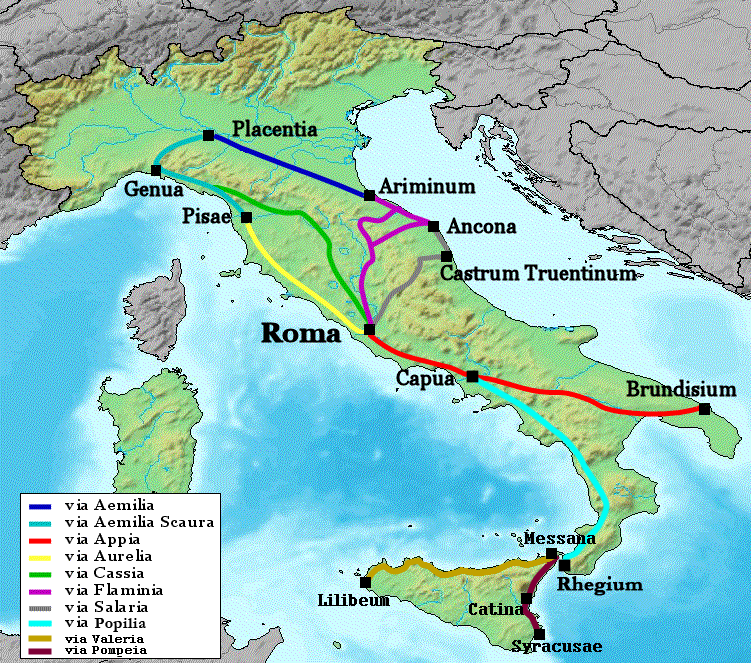
De Via Flaminia in het Romeinse Italië

De Via Flaminia is een Romeinse weg in Italië.

## Route
De weg liep oorspronkelijk van Rome door de Apennijnen naar Ariminum (Rimini), en was de belangrijkste weg naar het noorden. 
De Via Flaminia begint in Rome bij de Porta del Popolo in de Aureliaanse Muur. Bij de Milvische Brug steekt de weg de Tiber over. De Via Flaminia gaat verder richting Umbrië, waar bij Narni de rivier de Nera werd overbrugd door de grootste Romeinse brug die ooit werd gebouwd, de Ponte Cardona. 
Tussen Umbrië en Le Marche worden de Apennijnen overgestoken. Bij de stad Fano wordt daarna de Adriatische kust bereikt en vandaar loopt de weg verder langs de kust richting Rimini in de regio Emilia-Romagna.

## Geschiedenis
De weg is gebouwd door censor Gaius Flaminius in 220 v.Chr. Tijdens de Romeinse verovering van Europa marcheerden de legioenen over deze weg naar het noorden. 

Gedurende de keizertijd is de weg vaak verbeterd en gerepareerd. Zo liet keizer Augustus bijna alle bruggen herbouwen. Hij liet ook een triomfboog bouwen bij Ariminum die bewaard is gebleven. Keizer Vespasianus liet in 77 in de kloof van Fosa een nieuwe tunnel (38 meter lang) graven, de Galleria del Furlo. Deze is nog steeds in gebruik. Traianus liet diverse bruggen repareren en herbouwen. Een aantal inscripties op de bruggen getuigen hier nog van.

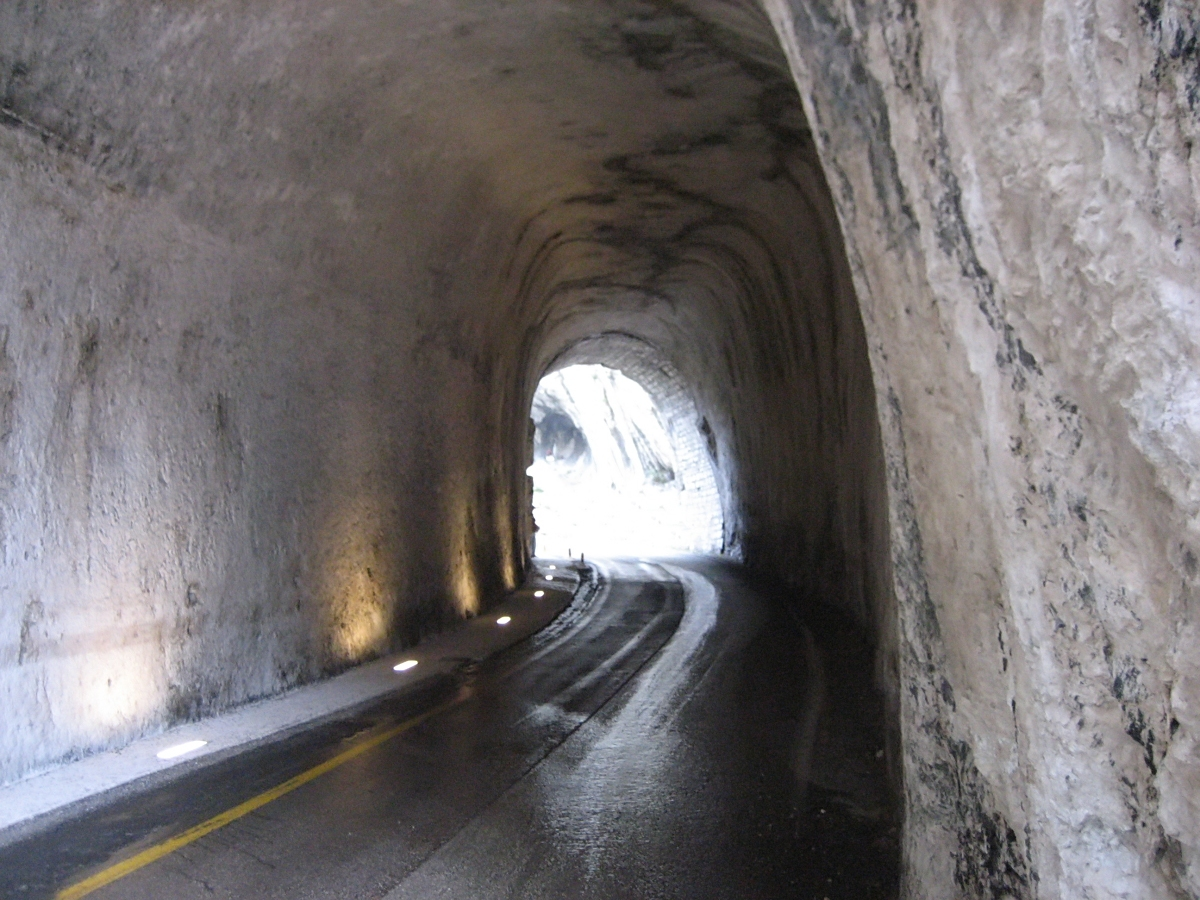
de gola del Furlo, ook wel galleria del Furlo genoemd

In de vroege middeleeuwen was de Via Flaminia nog belangrijk, omdat deze naar Ravenna liep waar het Byzantijnse exarchaat zetelde. Nadat de Byzantijnen in 727 verdreven waren door de Longobarden verloor de weg aan belang. Pas in de Renaissance werd de weg weer gedeeltelijk gereconstrueerd. De Via Flaminia bleef van militair belang gedurende de tijd van Napoleon en de Tweede Wereldoorlog. Tegenwoordig is een groot deel van de weg als SS3 (Strada Statale 3) een van de belangrijkste wegen van Rome naar de Adriatische Zee.

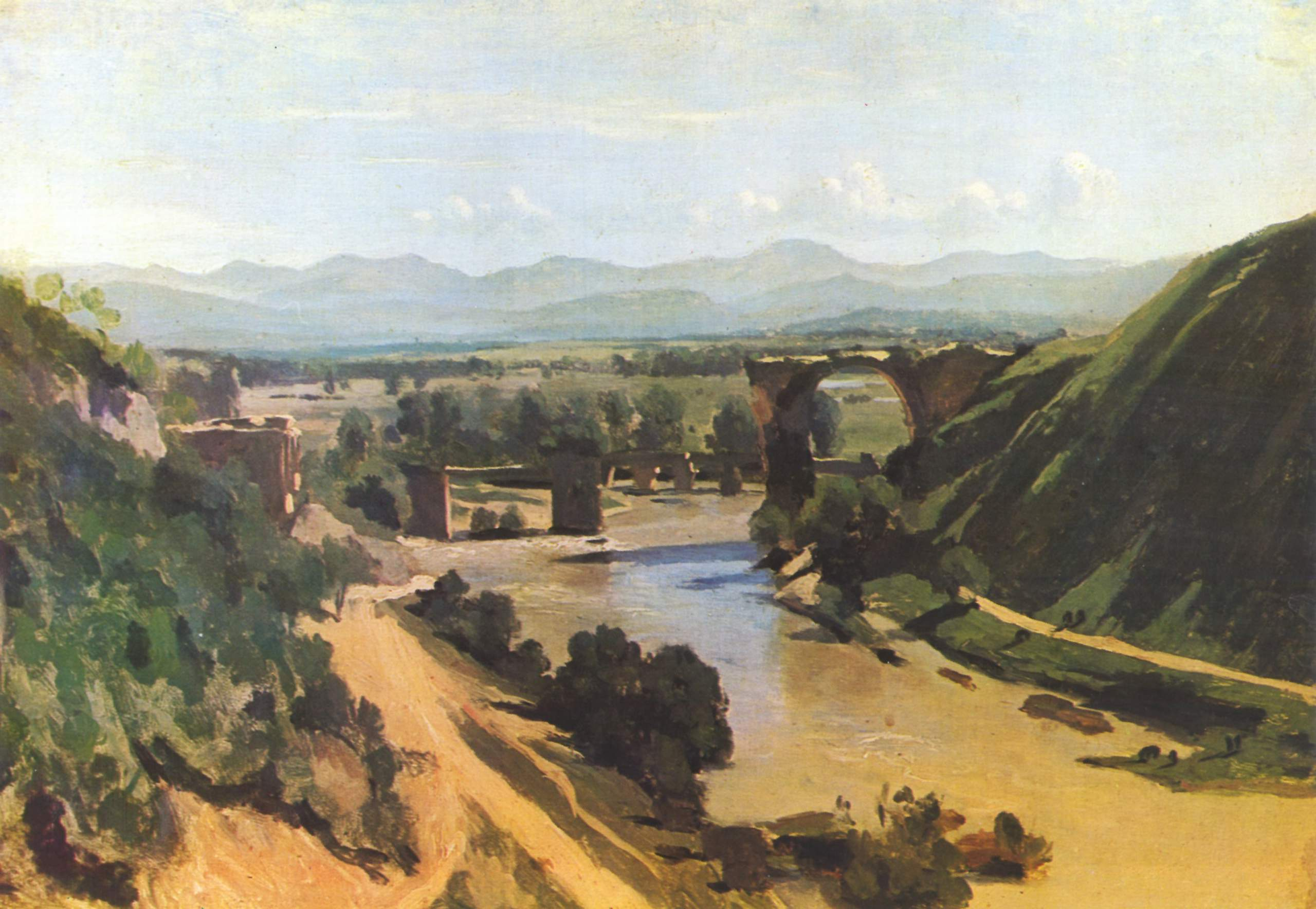
Via Flaminia - de Ponte Cardona bij Narni in 1826

## Catacomben
In Rome ligt een van de catacombecomplexen aan de Via Flaminia, te weten de Catacombe van Valentinus.